# Сендрашиці
Сендрашиці (пол. Sędraszyce) — село в Польщі, у гміні Цешкув Мілицького повіту Нижньосілезького воєводства.
Населення — 81 особа (2011).
У 1975-1998 роках село належало до Вроцлавського воєводства.

## Демографія
Демографічна структура станом на 31 березня 2011 року:
|          | Загалом | Допрацездатний вік | Працездатний вік | Постпрацездатний вік |
| -------- | ------- | ------------------ | ---------------- | -------------------- |
| Чоловіки | 39      | 9                  | 30               | 0                    |
| Жінки    | 42      | 8                  | 30               | 4                    |
| Разом    | 81      | 17                 | 60               | 4                    |